# Jardines Jnan Sbil
Los Jardines Jnan Sbil (en árabe جنان السبيل; también escrito Jnane Sbile de la transliteración francesa), también conocidos como Jardines Bou Jeloud, es un jardín situado en Fez, Marruecos, ubicado entre Fes Jdid y Fes el Bali, las dos secciones de la Medina de Fez.

## Historia
Los jardines fueron creados en el siglo XIX por el sultán Hasán I (que gobernó entre 1873 y 1894), responsable de construir las murallas que conectaron Fes Jdid con Fes el Bali por primera vez. Los jardines se situaron en el interior del corredor entre estos muros, donde el sultán también erigió nuevos palacios de verano, como el Dar el-Beida.: 296 : 100 
Los jardines fueron originalmente exclusivos de las élites reales y estaban conectados al Palacio Real por un pasaje subterráneo, antes de abrirse completamente al público en 1917. Tras un periodo de abandono, los jardines fueron renovados entre 2006 y 2010 por iniciativa del rey Mohamed VI y reabiertos en 2011.

## Descripción

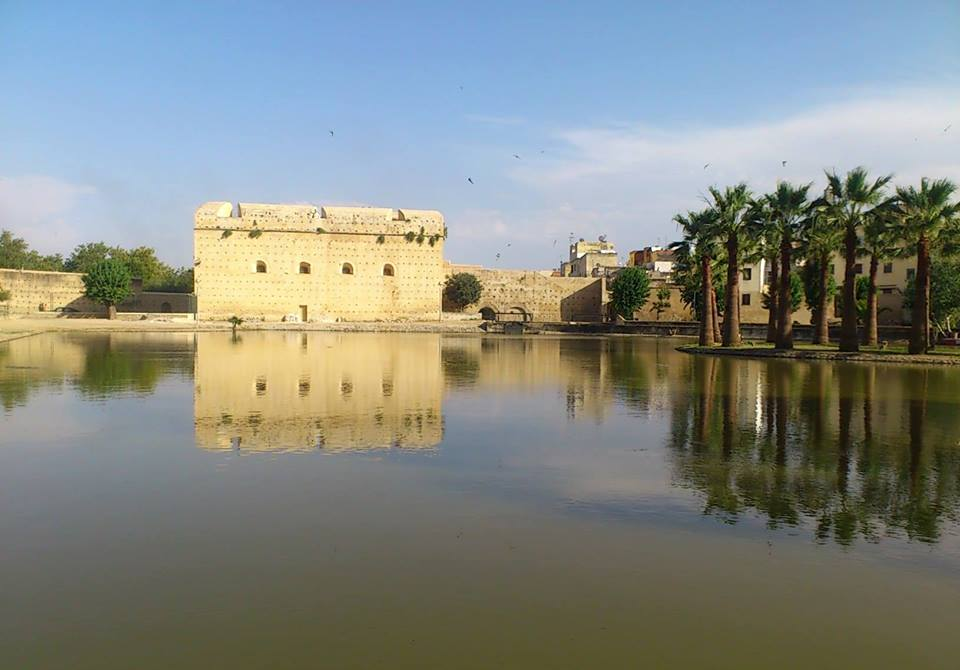
El lago en el lado sur de los jardines, con el baluarte del de Borj Sheikh Ahmed al fondo.

Los jardines ocupan aproximadamente 7,5 hectáreas. Hoy en día son uno de los pocos espacios verdes urbanos en el casco antiguo, y un lugar de ocio popular, especialmente al anochecer. Están decorados con fuentes de colores y en él habitan más de 3000 especies, incluyendo subsecciones denominadas "Jardín Andalusí", "Jardín Mexicano" y "Jardín del Bambú".  El recinto es una de las sedes del Festival de Fez de las Músicas Sacras del Mundo, celebrado anualmente.
Los jardines están situados a lo largo del curso del río local (el Oued Fes (río Fez) o Oued el-Jawahir) y los canales de agua históricos que proporcionaban agua a la ciudad antigua. En la zona también se encuentran algunas norias históricas: una en la parte oriental de los jardines y otra más grande en el borde occidental de los mismos. La parte sur de los jardines está ocupada por un lago. En el otro lado de éste ese encuentran las antiguas murallas de Fes Jdid y por un gran baluarte saadí del siglo XVI conocido como Borj Sheikh Ahmed.